# Hydroporus cuprescens
Hydroporus cuprescens är en skalbaggsart som beskrevs av K. W. Miller och Hans Fery 1995. Hydroporus cuprescens ingår i släktet Hydroporus och familjen dykare. Inga underarter finns listade i Catalogue of Life.